# Haras national de Pfaffenhoffen
Le haras national de Pfaffenhoffen était l'un des sites des haras nationaux français, aujourd’hui rebaptisés IFCE, le seul situé dans le département du Bas-Rhin, dans le Val-de-Moder. Il constituait une station de monte pour les juments de sa région, disposant de cinq étalons.
Après la fin de la mission d'étalonnage public des Haras Nationaux, l’association des Haras de Pfaffenhoffen y gère l'insémination et le suivi des juments, en faisant appel à un vétérinaire. Les chevaux locaux sont surtout des Ardennais. Ce haras organise chaque année un salon des étalons (auquel 40 étalons de 19 races différentes ont participé en mars 2013), un concours de modèle et allures et des spectacles équestres. 
Depuis 2009, un centre équestre privé s’est installé à côté sous le nom « Haras du Mille ». En avril 2017, les deux haras situés à Pfaffenhoffen sont victimes d'un vol de matériel équestre d'une valeur totale de 70 000 euros.
En mai 2021, une école d’équitation fondée par William et Francine Haar, spécialisée dans le comportement du cheval et l'équitation western, rachète le site à titre privé.